# Ophiacantha simulans
Ophiacantha simulans är en ormstjärneart som beskrevs av Jean Baptiste François René Koehler 1896. Ophiacantha simulans ingår i släktet Ophiacantha och familjen knotterormstjärnor. Inga underarter finns listade i Catalogue of Life.